# 吉祥图案
人们为表达祝福的愿望，采用除语言文字的方式外，更主要的采用图画形象或暗喻的方式表达。
主要表达对象有：福、禄、寿、禧、子、財。

## 福
| 图案   | 描述                         | 相关吉祥语 |
| 天官   | 象徵賜福。                   | 天官賜福   |
| 蝙蝠   | 取蝠（福）音，以祝愿有福气。 | 五福临门   |
| 蝴蝶   | 諧音「福」、象徵美麗蛻變。   |            |
| 虎     | 諧音「福」。                 |            |
| 葫蘆   | 諧音「福祿」。               |            |
| 佛手柑 | 諧音「福」、「福守」。       |            |

廣義收編「吉」、「祥」、「平」、「安」寓意類
- 金桔：諧音「吉」。
- 橘子：諧音「吉」。
- 菊花：象徵高尚品德。諧音「吉」。
- 羊：「祥」之本字。
- 苹果：取「平」音。
- 花瓶：取瓶（平音），祝愿平安。寶瓶為「八吉祥」之一。
- 桉樹：取「安」音。
- 魚：魚無眼瞼、不閉目，表示能視，畫於船首祈求航行順暢。雙魚為「八吉祥」之一。
- 中國結：編成具吉祥寓意之結。盤結(吉祥結)為「八吉祥」之一。
- 吉祥草
- 梧桐
- 笛：取「迪」音，多與「吉」連用，表「迪吉」。
- 水仙：眾仙祈福。
- 君子兰

## 禄
- 丹顶鹤：也叫“一品鹤”，因丹顶鹤头顶有红丹，也是一品朝服的图案。
- 梅花鹿、鹿：取鹿(禄)音。
- 白鷺鷥：取「祿」音。
- 孔雀：花翎象徵官位。
- 鰲
- 馬：象徵功名。
- 猴：取「侯」音，象徵爵位、官位。(蜂與猴，諧音「封侯」)
- 螃蟹：象徵科甲、登甲。二螃蟹與蘆葦，象徵「二甲傳臚」。
- 蝦、龍蝦：象徵科甲、登甲。
- 鴨：諧「甲」音，象徵科舉之甲。
- 槐樹：古代朝廷種三槐九棘，面對三槐者為三公，故象徵官位。
- 葫蘆：取「福祿」音。

廣義收編考試勤學、職場高昇寓意類
- 竹子：因为竹子节节长高。取其“节节高”的形象比喻（官品等）连续登高。
- 塔：象徵步步高昇。
- 戟，諧音「級」，多以三支戟意喻連升三級。
- 蜻蜓：習性前進不退。
- 蜥蜴：取「析易」音，象徵分析容易。
- 糕：取「高」音，象徵高升、高中。
- 粽：諧音「中」(去聲)，象徵中舉、中獎。
- 芹：取「勤」音，象徵勤學。
- 蒜：取「算」音，象徵巧算。
- 蔥：取「聰」音，象徵聰慧。
- 荔枝：取「俐」音，象徵伶俐。
- 蟬：象徵一鳴驚人。

## 寿
- 龟
- 魚
- 鹤
- 蟠桃
- 靈芝
- 人蔘
- 雪蓮
- 松樹
- 柏樹
- 椿樹
- 壽石
- 綬帶：取「壽」音。
- 南極仙翁

廣義收編健康、長青寓意類
- 日日春
- 萬年青
- 向日葵：象徵向陽朝氣。
- 春不老
- 長春藤

## 禧
- 喜鹊
- 燕子
- 蟢蛛：蟢子、喜蛛。
- 梅花：傳春報喜。

廣義收編「歡」、「慶」寓意類
- 獾：取「歡」音。
- 合歡
- 磬：取「慶」音。

## 子
- 多籽、多串之瓜果，如木瓜、石榴、葡萄等。
- 柳橙：又稱「柳丁」，祈求添丁。
- 螽斯
- 蠍子
- 麒麟：有传说麒麟送子。
- 海馬
- 樟樹：音同「璋」，祈求「弄璋之喜」。
- 萱草：又名忘憂草、宜男草。
- 蓮蓬：蓮蓬多籽。
- 童子
- 燈
- 紙傘：客家話「紙」與「子」諧音，「傘」字有四人，象徵多子多孫。寶傘為「八吉祥」之一。

廣義收編家庭團圓、愛情良緣寓意類
- 圓形
- 雁：象徵忠貞。
- 鴛鴦
- 桃花
- 香櫞：取「緣」音。
- 莲藕：取「連偶」音，祈願「佳偶連心」。
- 百合：象徵百年好合、百事合意。
- 芙蓉：取「夫容」、「夫榮」音，象徵夫妻共榮。
- 繡球花：古有拋繡球取婿，祝願良緣。

## 財
- 錢幣、元寶
- 貝、螺：古代貨幣。左旋法螺為「八吉祥」之一。
- 魚：取「餘」音，祈求「年年有餘」。
- 鲤鱼：取「利餘」音，祈求「盈利有餘」。
- 三足金蟾、蟾蜍：蟾蜍口中銜铜钱。
- 貔貅
- 金雞
- 金魚
- 花豹：花紋似錢幣，又稱金錢豹。
- 牛：勤耕生財，象徵財富。
- 狗
- 貓
- 蠅：取「盈」、「贏」音。
- 錢鼠
- 河流、湖泊
- 黃金葛
- 銀柳：取「銀兩」[1]、「銀留」音。
- 發財樹
- 鬱金香：取「遇金」音。

廣義收編「豐」、「昌」、「榮」、五穀飲食、田宅資具豐足寓意類
- 蜂：取「豐」音。
- 楓樹：取「豐」音。
- 鯧魚：取「昌」音，祝願昌榮。
- 榕樹：取「榮」音。
- 壁虎：又名守宮，象徵固守家業。鳴叫則以為好事近。[2]。
- 五穀
- 瓜果

## 其他

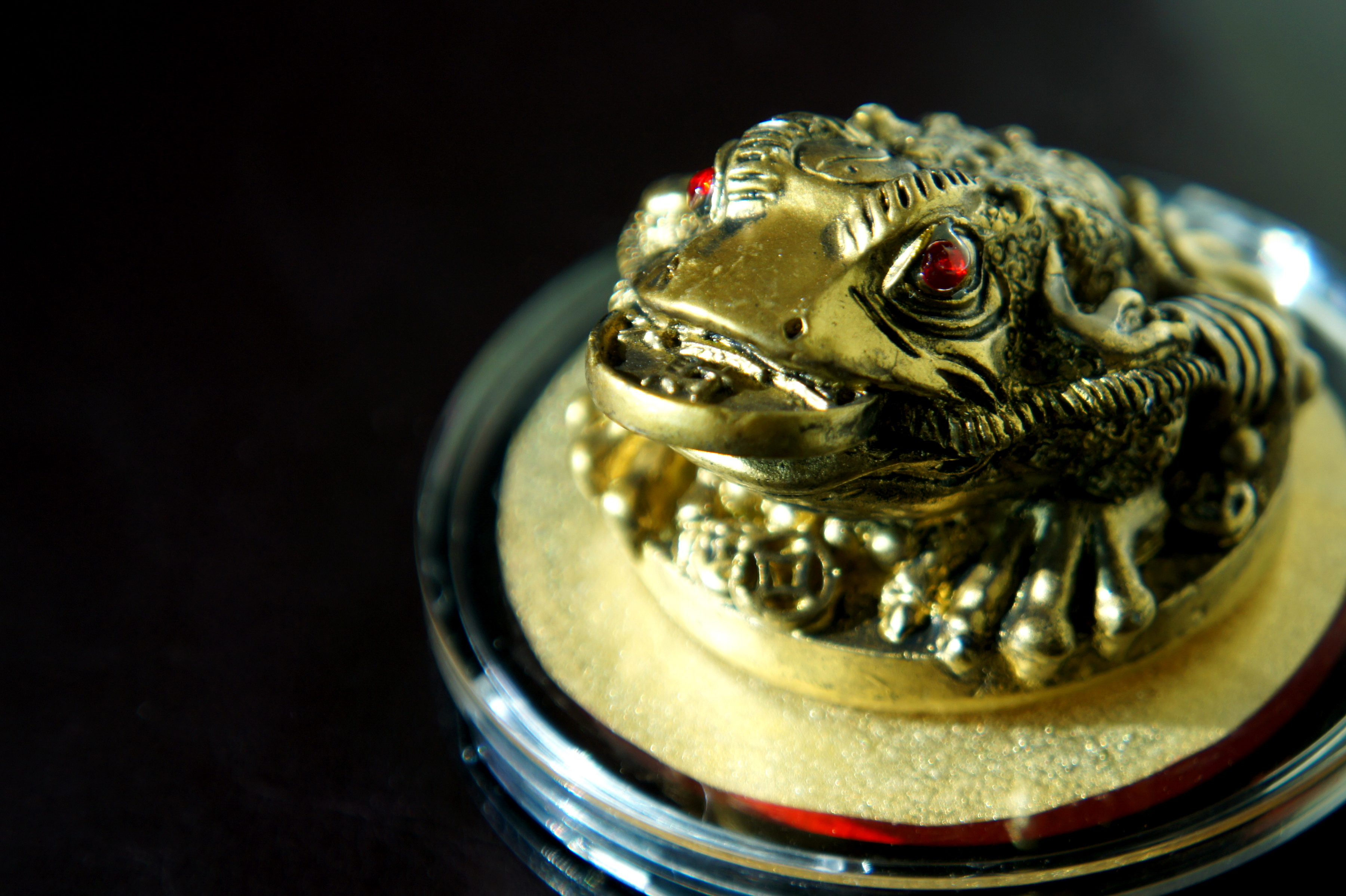
口咬古銅錢的招財蟾蜍硃砂印泥台

### 趨吉
- 白象
- 華爾街銅牛
- 犀牛：犀牛機伶、警覺性高，故稱「靈犀」，視為瑞獸。
- 如意
- 帆船：一帆風順、風帆順水。
- 蓮花：清淨無染。蓮花為「八吉祥」之一。
- 桂花：取「貴」音，祈求「貴人」。
- 牡丹：象徵富貴。

### 避凶
- 獅子
- 爆竹：驅逐年獸、祛瘟。
- 梢楠：取「消難」音，祈求「消除困難」。
- 茱萸
- 艾草
- 蘆薈：似劍除邪。
- 菖蒲：似劍除邪。
- 仙人掌：似鯊魚劍除邪。
- 虎尾蘭：似劍除邪。
- 無患子

## 相关吉祥语
| 吉祥语             | 组成描述                       | 图例                                                              |
| 一统江山           | 桶 + 薑                        |                                                                   |
| 三羊开泰           | 三隻羊                         |                                                                   |
| 吉祥如意           | 如意                           |                                                                   |
| 五福捧禄           | 五隻蝙蝠                       | http://i147.photobucket.com/albums/r314/amanda_ki71ki/4.jpg%5B%5D |
| 天官赐福           | 神仙                           |                                                                   |
| 腰纏萬貫           | 蟬、錢幣串                     |                                                                   |
| 馬上封侯、向上封侯 | 馬(象)、蜂、猴                 |                                                                   |
| 早生贵子           | 枣子、花生、桂圆、蓮子(瓜子)   |                                                                   |
| 一品当朝           | 丹顶鹤、潮水                   |                                                                   |
| 一路荣华           | 白鹭（路音）、芙蓉花（荣华音） |                                                                   |

- 福禄相连
- 鹤寿延年
- 松鹤遐龄，亦称“松鹤同春”、“松鹤长春”、“鹤寿松龄”
- 八仙庆寿